# مي أوكا
مي أوكا (باليابانية: 丘さとみ؛ بالكانا: おか さとみ) هي ممثلة يابانية، ولدت في 15 سبتمبر 1935 في تاكارازوكا في اليابان.

## وصلات خارجية
- مي أوكا على موقع IMDb (الإنجليزية)
- مي أوكا على موقع ميوزك برينز (الإنجليزية)
- مي أوكا على موقع قاعدة بيانات الفيلم (الإنجليزية)